# Kate Aldrich
Pour les articles homonymes, voir Aldrich.
Kate Aldrich (née le 31 octobre 1973, à Damariscotta, dans le Maine, aux États-Unis) est une mezzo-soprano américaine.

## Biographie
Kate Aldrich a joué avec le Metropolitan Opera, le San Francisco Opera, le Teatro Colón de Buenos Aires, l'Opéra d’État de Hambourg, le Teatro Regio de Turin, l'Opéra de Los Angeles, l'Opéra de Montréal, le Deutsche Oper am Rhein de Düsseldorf, le Teatro Nacional de São Carlos de Lisbonne, le Théâtre national de Prague, et le New York City Opera.
Ses rôles incluent Carmen dans l'opéra du même nom, Octavian dans Le Chevalier à la rose, César et Sesto dans Giulio Cesare, Isabella dans L'Italienne à Alger, Rosine dans Le Barbier de Séville, Angelina dans La Cenerentola, Arsace dans Semiramide, Zelmira dans l'opéra du même nom, Fenena dans Nabucco, Preziosilla dans La Force du destin, Eboli dans Don Carlos, Dalila dans Samson et Dalila, Sesto dans La clemenza di Tito, et Dulcinée dans Don Quichotte.
C'est en 2001 que Kate Aldrich parvient à une reconnaissance internationale, avec le rôle d'Amnéris dans l’opéra Aida produit par Zeffirelli au Teatro Verdi de Busseto, en Italie. En 2002, elle remporte le CulturArte Award à l'Operalia ; en 2006, elle remporte les prix Alfréd Radok et Thalia en République tchèque.  
En juillet 2015, aux Chorégies d'Orange, elle interprète le rôle-titre de Carmen de Bizet.

## Répertoire
| Rôle                    | Titre                     | Auteur           |
| ----------------------- | ------------------------- | ---------------- |
| Romeo Montecchi         | I Capuleti e i Montecchi  | Bellini          |
| Adalgisa                | Norma                     | Bellini          |
| Ascanio                 | Benvenuto Cellini         | Berlioz          |
| Marguerite              | La Damnation de Faust     | Berlioz          |
| Carmen                  | Carmen                    | Bizet            |
| Contessa Zavolsky       | Nicholas and Alexandra    | Deborah Drattell |
| Giovanna Seymour Smeton | Anna Bolena               | Donizetti        |
| Maffio Orsini           | Lucrezia Borgia           | Donizetti        |
| Elisabetta I            | Maria Stuarda             | Donizetti        |
| Leonor de Guzman        | La Favorite               | Donizetti        |
| Giulio Cesare           | Giulio Cesare in Egitto   | Haendel          |
| Rosmira                 | Partenope                 | Haendel          |
| Sister Helen Prejean    | Dead Man Walking          | Jake Heggie      |
| Arden Scott             | Great Scott               | Heggie           |
| Salomé                  | Salomé                    | Mariotte         |
| Varedha                 | Le Mage                   | Massenet         |
| Charlotte               | Werther                   | Massenet         |
| Dulcinée                | Don Quichotte             | Massenet         |
| Nerone                  | L'incoronazione di Poppea | Monteverdi       |
| Idamante                | Idomeneo                  | Mozart           |
| Sesto                   | La clemenza di Tito       | Mozart           |
| Giulietta Nicklausse    | Les Contes d'Hoffmann     | Offenbach        |
| Salammbô                | Salammbô                  | Reyer            |
| Isabella                | L'italiana in Algeri      | Rossini          |
| Rosina                  | Il barbiere di Siviglia   | Rossini          |
| Angelina                | La Cenerentola            | Rossini          |
| Zelmira                 | Zelmira                   | Rossini          |
| Statira                 | Olimpie                   | Spontini         |
| Octavian                | Der Rosenkavalier         | Strauss          |
| Frédéric                | Mignon                    | Thomas           |
| Fenena                  | Nabucco                   | Verdi            |
| Maddalena               | Rigoletto                 | Verdi            |
| Preziosilla             | La forza del destino      | Verdi            |
| Amneris                 | Aida                      | Verdi            |
| Adriano                 | Rienzi                    | Wagner           |

## Filmographie
- Verdi, Aida (Zeffirelli, 2002)
- Roberto Alagna and Friends (2005)
- Rossini, Zelmira (Teatro Comunale di Bologna, 2009)